# Vivien Vee
Vivien Vee, nome d'arte di Viviana Andreattini (Trieste, 2 maggio 1960), è una cantante italiana.
Fu uno dei primi tentativi di imporre una disco music di chiara impronta europea, e ciò risulta anche dallo pseudonimo scelto e dai brani rigorosamente in inglese, fatti apposta per essere esportati. Inizialmente il progetto funzionò e la distribuzione della Banana Records avvenne anche all'estero, ma comunque la carriera di Vivien Vee fu di breve durata .

## Biografia
Nata a Trieste nel 1960, Vivien Vee, al secolo Viviana Andreattini, all'età di 18 anni andò a vivere a Roma dove incise degli album prodotti da Giancarlo Meo, arrangiati e composti da Claudio Simonetti, uno dei componenti dei Goblin.
Il primo successo arriva con l'album di debutto del 1979 e in particolare con la traccia che gli dà il titolo, "Give me a break", grazie alla quale ottiene l'attenzione dei dj nelle radio italiane che iniziano a trasmetterla e a farla ascoltare in discoteca, pubblico al quale il brano è rivolto; fanno da cornice all'album la copertina accattivante che ritrae una tigre con gli occhi della cantante e il vinile di colore rosso.
Nel corso della sua carriera, contrassegnata dal discreto successo nel 1983 di brani come Blue Disease e Higher, ha collaborato anche con il produttore discografico Gianluca Meo e con Rossana Casale.
Fra la fine degli anni '70 e la fine del decennio successivo incise tre album e una manciata di 45 giri, arrangiati, composti e prodotti dal citato duo Simonetti-Meo (gli stessi artisti titolari di un progetto parallelo, gli Easy Going). Si trattava di pura disco music europea, nel solco del "Munich sound" di Giorgio Moroder, dai suoni corposi su cui si innestava la voce un po' da gattina di Vivien Vee. Nel 1980 ci fu anche il progetto di un 45 giri italiano che però ebbe poca fortuna. Il lato A riportava il brano Follia e il lato B Laser.
Di lei si ricordano anche "Eve of Destruction" del 1984, sulla cui copertina appare la foto della ormai scomparsa discoteca "Picchio Rosso" di Formigine (MO). Nello stesso anno pubblicò "Americano" e nell'87 "Heartbeat". Il suo ultimo lavoro fu "Cross My Heart" del 1989.
Gli album furono distribuiti anche all'estero dalla Banana records; sia il nome usato dall'artista che i testi dei brani, tutti in inglese, puntavano sull'esportabilità del prodotto.
Vive a Roma da quando è diventata mamma.

## Curiosità
- Nel 1983  Vivien Vee comparve sulla copertina di Playmen come cantante al platino. In precedenza, nel 1982, aveva già posato nuda per l'edizione italiana di Playboy.

## Discografia parziale

### Album
- 1979 – Vivien Vee
- 1979 – Give Me a Break
- 1983 – With Vivien Vee

### Singoli
- 1979 – Give me a break
- 1979 – Remember
- 1980 – Follia
- 1981 – Pick up
- 1982 – Alright
- 1983 – Higher
- 1983 – Blue Disease
- 1984 – Eve of destruction
- 1984 – Americano
- 1987 – Heartbeat
- 1989 – Cross My Heart